# Galium centroniae
Galium centroniae là một loài thực vật có hoa trong họ Thiến thảo. Loài này được Cariot mô tả khoa học đầu tiên năm 1879.